# Vélines
Vélines är en kommun i departementet Dordogne i regionen Nouvelle-Aquitaine i sydvästra Frankrike. Kommunen ligger i kantonen Vélines som tillhör arrondissementet Bergerac. År 2022 hade Vélines 1 058 invånare.

## Befolkningsutveckling
Antalet invånare i kommunen Vélines
Referens:INSEE